# Garelli Mosquito (Motorroller)
Die Garelli Mosquito 125 und Mosquito 150 waren Großroller des italienischen Herstellers Garelli, die zwischen 2007 und 2010 produziert wurden. Diese Modelle zeichneten sich durch ihre 16-Zoll-Räder, luftgekühlte Einzylinder-Viertaktmotoren und ein modernes Design aus. Alle Varianten hatten ein stufenloses Getriebe und waren für den Einsatz im städtischen Bereich entworfen.

## Technische Daten
| Merkmal             | Mosquito 125                      | Mosquito 150                      |
| ------------------- | --------------------------------- | --------------------------------- |
| Produktionszeitraum | 2007–2009                         | 2007–2010                         |
| Motortyp            | Einzylinder-Viertakt, luftgekühlt | Einzylinder-Viertakt, luftgekühlt |
| Hubraum             | 124,6 cm³                         | 152 cm³                           |
| Leistung            | 9 PS bei 7500/min                 | 12 PS                             |
| Drehmoment          | 9,3 Nm bei 6500/min               | n. a.                             |
| Getriebe            | Stufenlos                         | Stufenlos                         |
| Antrieb             | Riemenantrieb                     | Riemenantrieb                     |
| Bremse vorne        | Scheibenbremse Ø 220 mm           | Scheibenbremse Ø 220 mm           |
| Bremse hinten       | Scheibenbremse Ø 220 mm           | Scheibenbremse Ø 220 mm           |
| Radgröße vorne      | 16 Zoll                           | 16 Zoll                           |
| Radgröße hinten     | 16 Zoll                           | 16 Zoll                           |
| Radstand            | 1330 mm                           | n. a.                             |
| Länge               | 1980 mm                           | n. a.                             |
| Breite              | 710 mm                            | n. a.                             |
| Höhe                | 1140 mm                           | n. a.                             |
| Leergewicht         | 124 kg                            | n. a.                             |
| Tankinhalt          | 9,6 Liter                         | n. a.>                            |